# قاضی جوب
قاضی جوب، روستایی از توابع بخش مرکزی شهرستان دهگلان در استان کردستان ایران است.

## جمعیت
این روستا در دهستان حومه دهگلان قرار دارد و براساس سرشماری مرکز آمار ایران در سال ۱۳۹۰، جمعیت ) ۱۰۷خانوارو۷۵۷نفربوده‌است.